# 宇津木秀
宇津木 秀（うつき しゅう、1994年5月6日 - ）は、日本のプロボクサー。埼玉県所沢市出身。ワタナベボクシングジム所属。現OPBF東洋太平洋・WBOアジアパシフィックライト級王者。第63代日本ライト級王者。

## 来歴
花咲徳栄高校卒業後、平成国際大学に入学。なお平成国際大学時代、ボクシング部の主将だったことがある。
2017年、全日本社会人大会で優勝。2018年2月、B級プロテストに合格。
2018年3月27日、プロデビュー戦は3回TKO勝ち。
2019年6月19日、幕張メッセで日本フェザー級10位のピッコロ・ヴォリバーとライト級8回戦を行い、3回26秒KO勝ち。 
2020年10月30日、後楽園ホールで酒井孝之と対戦し、2回58秒TKO勝ちを収めた。
2021年1月22日、後楽園ホールで脇田将士と対戦し、4回1分57秒TKO勝ちを収めた。
2021年7月14日、後楽園ホールで中井龍と対戦し、8回3-0（76-75×2、77-74）で判定勝ちを収めた。
そして2022年2月8日、後楽園ホールにて開催された「ダイヤモンドグローブ」のメインイベントで元日本スーパーライト級王者で日本ライト1位の鈴木雅弘と日本同級王座決定戦を行い、9回44秒TKO勝ちで王座を獲得した。
2022年6月14日、後楽園ホールにて日本ライト級8位の富岡樹と対戦し、8回1分8秒TKO勝ちを収め初防衛に成功した。
2022年11月17日、後楽園ホールで日本ライト級4位のジロリアン陸と対戦し、3回2分48秒TKO勝ちを収め、2度目の防衛に成功した。
2023年4月26日、後楽園ホールで日本ライト級1位および指名挑戦者の仲里周磨と対戦するも、プロ13戦目にして初黒星となる3回1分40秒KO負けを喫し3度目の防衛に失敗、王座から陥落した。
2023年12月14日、後楽園ホールで日本ライト級9位の柳堀隆吾と対戦し、5回2分35秒TKO勝ちを収め再起に成功した。
2024年7月19日、後楽園ホールでOPBF東洋太平洋ライト級王者の鈴木雅弘と再戦し、5回2分54秒TKO勝ちを収め王座を獲得した。
2024年11月21日、後楽園ホールでWBOアジアパシフィックライト級王者およびOPBF東洋太平洋同級3位の保田克也とOPBF東洋太平洋&WBOアジアパシフィック同級王座統一戦を行い、両者共に5度のダウンの応酬となり6回2分47秒TKO勝ちを収めWBOアジアパシフィック王座獲得およびOPBF王座初防衛に成功、アジア王座統一ならびにかつて保持していた日本王座を含む3本目のベルト獲得を果たした。

## 戦績
- アマチュアボクシング - 108戦81勝（23KO）27敗
- プロボクシング - 17戦16勝（14KO）1敗

| 戦           | 日付           | 勝敗 | 時間    | 内容    | 対戦相手                                 | 国籍           | 備考                                                                                 |
| ------------ | -------------- | ---- | ------- | ------- | ---------------------------------------- | -------------- | ------------------------------------------------------------------------------------ |
| 1            | 2018年3月27日  | ☆    | 3R 0:32 | TKO     | ミーチャイヤ・ゲーオクワンリゾート       | タイ           | プロデビュー戦                                                                       |
| 2            | 2018年6月7日   | ☆    | 6R      | 判定3-0 | 齊藤陽二（角海老宝石）                   | 日本           |                                                                                      |
| 3            | 2018年11月28日 | ☆    | 2R 1:20 | KO      | 徐達                                     | 中華人民共和国 |                                                                                      |
| 4            | 2019年2月26日  | ☆    | 8R 2:02 | TKO     | ジェリー・カストロヴェルデ（寝屋川石田） | フィリピン     |                                                                                      |
| 5            | 2019年6月19日  | ☆    | 3R 0:26 | KO      | ピッコロ・ヴォリバー（カシミ）           | ベネズエラ     |                                                                                      |
| 6            | 2019年10月30日 | ☆    | 2R 2:27 | KO      | ソムポート・シーサ                       | タイ           |                                                                                      |
| 7            | 2020年10月30日 | ☆    | 2R 0:58 | TKO     | 酒井孝之（花形）                         | 日本           | A級トーナメント予選                                                                  |
| 8            | 2021年1月22日  | ☆    | 4R 1:57 | TKO     | 脇田将士（ミツキ）                       | 日本           | A級トーナメント決勝                                                                  |
| 9            | 2021年7月14日  | ☆    | 8R      | 判定3-0 | 中井龍（角海老宝石）                     | 日本           |                                                                                      |
| 10           | 2022年2月8日   | ☆    | 9R 0:44 | TKO     | 鈴木雅弘（角海老宝石）                   | 日本           | 日本ライト級王座決定戦                                                               |
| 11           | 2022年6月14日  | ☆    | 8R 1:08 | TKO     | 富岡樹（角海老宝石）                     | 日本           | 日本王座防衛1                                                                        |
| 12           | 2022年11月17日 | ☆    | 3R 2:48 | TKO     | ジロリアン陸（フラッシュ赤羽）           | 日本           | 日本王座防衛2                                                                        |
| 13           | 2023年4月26日  | ★    | 3R 1:40 | KO      | 仲里周磨（オキナワ）                     | 日本           | 日本王座陥落                                                                         |
| 14           | 2023年12月14日 | ☆    | 5R 2:35 | TKO     | 柳堀隆吾（花形）                         | 日本           |                                                                                      |
| 15           | 2024年7月19日  | ☆    | 5R 2:54 | TKO     | 鈴木雅弘（角海老宝石）                   | 日本           | OPBF東洋太平洋ライト級タイトルマッチ                                                 |
| 16           | 2024年11月21日 | ☆    | 6R 2:47 | TKO     | 保田克也（大橋）                         | 日本           | OPBF東洋太平洋・WBOアジア太平洋ライト級王座統一戦 OPBF防衛1・WBOアジア太平洋王座獲得 |
| 17           | 2025年5月27日  | ☆    | 5R 1:59 | TKO     | アケテリエティ・イェレジャン             | 中華人民共和国 | OPBF防衛2・WBOアジア太平洋防衛1                                                      |
| テンプレート |                |      |         |         |                                          |                |                                                                                      |

## 獲得タイトル

### アマチュア
- 平成29年度全日本社会人選手権大会ライトウェルター級 優勝

### プロ
- 第63代日本ライト級王座（防衛2）
- 第49代OPBF東洋太平洋ライト級王座（防衛2）
- WBOアジアパシフィックライト級王座（防衛1）